# غود أخند (أخند)
غود أخند (بالفارسية: گود اخند) هي قرية تقع في إيران في قسم أخند الريفي. يقدر عدد سكانها بـ 44 نسمة بحسب إحصاء 2016.